# 155-я бронетанковая бригада
155-я бронетанковая бригада (англ. 155th Armored Brigade Combat Team (155th ABCT)) — тактическое соединение Армии Национальной гвардии штата Миссисипи. Находится в составе 35-й пехотной дивизии.
Подразделения 155-й бронетанковой бригады дислоцируются на территориях штатов Миссисипи и Канзас. Управление расположено в г. Тьюпело.

## История
Соединение создано 1 ноября 1973 года. Бригада приняла номер 155-го пехотного полка, старейшего формирования Армии  Национальной гвардии штата Миссисипи, которое ведёт свою родословную с 1798 года.
Бригада дислоцировалась в Ираке в поддержку операции «Иракская свобода III» с августа 2004 года по январь 2006 года. Во время этой боевой командировки 155-й бронетанковой бригады погибло 15 военнослужащих. Бригада служила в составе II экспедиционного корпуса морской пехоты.
После возвращения из Ирака бригада начала своё преобразование в модульную тяжёлую бригаду.
В 2009 году бригада была развёрнута снова в Ираке в поддержку операции «Иракская свобода» 9.2.
В марте 2018 года, у 155-й бронетанковой бригады начался трёхмесячный период обучения в Форт-Блисс для девятимесячного развёртывания в ходе операции «Спартанский щит» на военной базе Кэмп-Бюринг в Кувейте. 15 июля 2018 155-я бронетанковая сменила 2-ю бригаду 1-й бронетанковой дивизии, став первой бронетанковой бригадой Национальной гвардии, развёрнутой для операции «Спартанский щит». В то время как штаб бригады оставался в Кэмп-Бюринг, её части были переброшены в Сирию в рамках операции «Неотъемлемая решимость» к ноябрю, согласно статье в «Нью-Йоркере».

## Состав
- Штаб бригады (Headquarters 155th Armored Brigade Combat Team (155 ABCT)) (Тьюпело)
- 1-й эскадрон 98-го кавалерийского полка (1st Squadron, 98th Cavalry Regiment) (Амори)
- 1-й батальон 635-го бронетанкового полка (1st Battalion, 635th Armored Regiment) (Канзас-Сити)[12][13]
- 2-й батальон 198-го бронетанкового полка (2nd Battalion 198th Armored Regiment) (Сенатобия)
- 1-й батальон 155-го пехотного полка (1st Battalion, 155th Infantry Regiment) (Мак-Ком)
- 2-й дивизион 114-го артиллерийского полка (2nd Battalion, 114th Field Artillery Regiment) (Старквилл)
- 150-й инженерный батальон (150th Engineer Battalion) (Меридиан)
- 106-й батальон поддержки бригады (106th Brigade Support Battalion) (Хаттисберг (Миссисипи))[14]

## Галерея
- Солдаты со знаменосцами 155-й бронетанковой бригады принимают участие в церемонии награждения от ВМС в Форт-Блисс, штат Техас, 9 июня 2018 г. за участие в развёртывании в Ираке в составе II экспедиционного соединения морской пехоты